# Dee (actriz pornográfica)
Dee (Puerto Rico; 17 de febrero de 1979), nombre artístico de Vanessa Aparicio, es una actriz pornográfica, modelo erótica y directora estadounidense.

## Biografía
Nació en la isla de Puerto Rico en febrero de 1979, en una familia de ascendencia puertorriqueña, italiana e hindú. A los cinco años se trasladó con su familia a la ciudad de Nueva York. Allí trabajó como consultora y modelo de lencería para varias empresas. Fue descubierta por el director pornográfico Greg Steelberg y su mujer, Julie Rage, en un centro comercial y la derivaron a la agencia Jim South's World Modeling, que la consiguió sus primeros papeles como actriz pornográfica, debutando en mayo de 1997, a los 19 años.
Su debut como actriz fue para la productora Odyssey, con la película L.A. Meat, junto a Randy West. En octubre de 1997 fue portada de la revista Hustler.
Como actriz ha trabajado para productoras como Adam & Eve, VCA Pictures, Devil's Film, 3rd Degree, Vivid, Wicked Pictures, Zero Tolerance, Penthouse, New Sensations, Elegant Angel, Evil Angel, Dreamland, Cal Vista o Sin City, entre otras.
En 1999 obtuvo sus primeras cuatro nominaciones en los Premios AVN en las categorías de Mejor actriz revelación, a la Mejor escena de sexo en grupo por My Baby Got Back 15, a la Mejor escena de sexo lésbico en grupo por No Man's Land 20 y a la Mejor escena de sexo lésbico en grupo por Welcome to the Cathouse.
Un año más tarde logró otras dos nominaciones. Conseguía su primera a la actuación a la Mejor actriz de reparto por Revenge y su segunda nominación a Mejor escena de sexo lésbico en grupo por Statues.
En 2001 logró la nominación a la Artista femenina del año. No ganó dicho premio, como tampoco los concernientes a la Mejor escena de sexo chico/chica por Screamers, y las que consiguió por la película Essentially Dee a Mejor actriz de reparto y Mejor escena de sexo en grupo.
En 2003 grabó su primera escena de sexo anal en la película Sean Michaels Rocks that Ass 23. Aunque logró más nominaciones en los AVN, la última de su carrera profesional la logró en 2009 en la categoría de Mejor escena de trío lésbico por Jenna's Gallery Blue.
Paralelamente a su carrera como actriz, también tuvo una tras las cámaras. Como directora rodó 15 películas, siendo algunas 20 Year Old Virgin, Adventures Of Squirt Girl, Memoirs of a Madame o Sista 21.
Se retiró en 2013 habiendo rodado como actriz más de 610 películas.

## Premios y nominaciones
| Año  | Ceremonia    | Resultado | Premio                                | Trabajo                  |
| ---- | ------------ | --------- | ------------------------------------- | ------------------------ |
| 1999 | Premios AVN  | Nominada  | Mejor actriz revelación               | —                        |
| 1999 | Premios AVN  | Nominada  | Mejor escena de sexo en grupo         | My Baby Got Back 15      |
| 1999 | Premios AVN  | Nominada  | Mejor escena de sexo lésbico en grupo | No Man's Land 20         |
| 1999 | Premios AVN  | Nominada  | Mejor escena de sexo lésbico en grupo | Welcome to the Cathouse  |
| 2000 | Premios AVN  | Nominada  | Mejor actriz de reparto               | Revenge                  |
| 2000 | Premios AVN  | Nominada  | Mejor escena de sexo lésbico en grupo | Statues                  |
| 2000 | Premios XRCO | Nominada  | Unsung Siren of the Year              | —                        |
| 2001 | Premios AVN  | Nominada  | Artista femenina del año              | —                        |
| 2001 | Premios AVN  | Nominada  | Mejor actriz de reparto               | Essentially Dee          |
| 2001 | Premios AVN  | Nominada  | Mejor escena de sexo chico/chica      | Screamers                |
| 2001 | Premios AVN  | Nominada  | Mejor escena de sexo en grupo         | Essentially Dee          |
| 2004 | Premios AVN  | Nominada  | Mejor escena de sexo lésbico en grupo | Hustlaz: Diary of a Pimp |
| 2004 | Premios AVN  | Nominada  | Mejor escena de trío                  | Latin Amore              |
| 2004 | Premios AVN  | Nominada  | Mejor Tease Performance               | Becoming Georgia Adair   |
| 2005 | Premios AVN  | Nominada  | Mejor escena de sexo en grupo         | Dinner Party 3           |
| 2009 | Premios AVN  | Nominada  | Mejor escena de trío lésbico          | Jenna's Gallery Blue     |